# Joodse Legioen

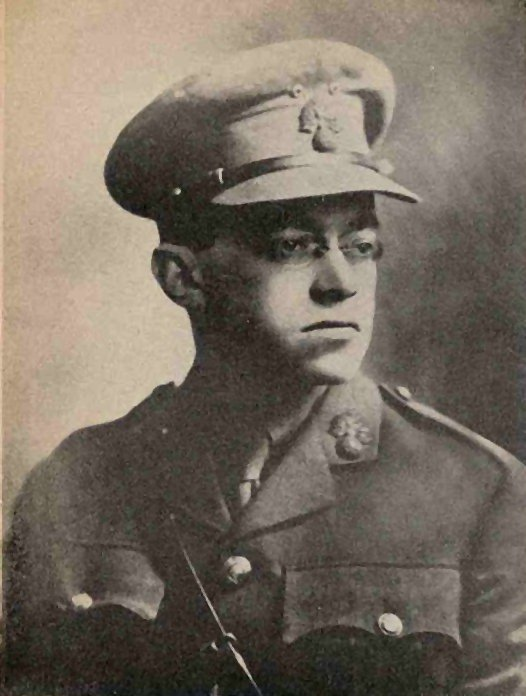
Jabotinsky het uniform van het Joodse Legioen

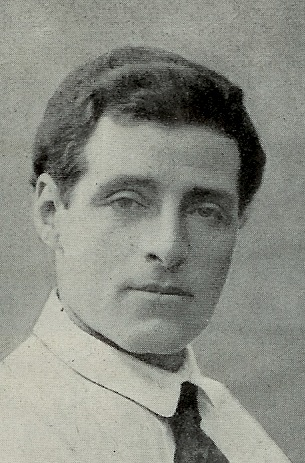
Joseph Trumpeldor 1917

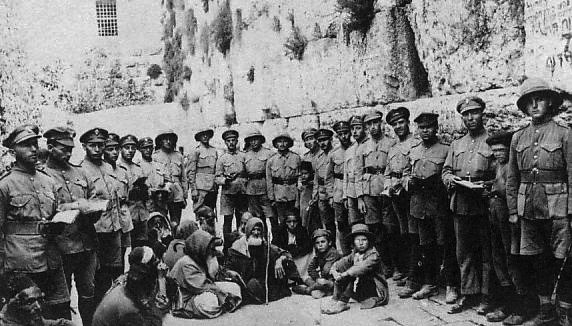
Militairen van het Joodse Legioen voor de Klaagmuur in Jeruzalem na de verovering van de stad, december 1917

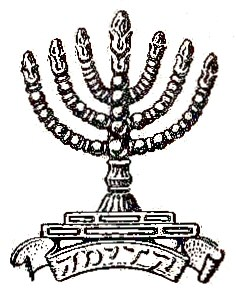
Insigne van het Joodse Legioen

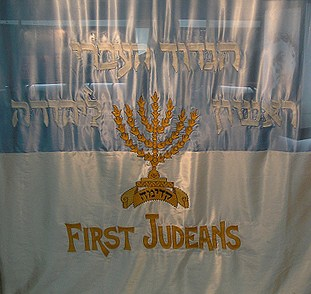
Vlag van de First Judeans

Het Joodse Legioen was de naam voor vijf bataljons van Joodse vrijwilligers die als bataljon 38 tot 42 van de Royal Fusiliers in de British Army vochten. De eerste eenheid, die bekendstond onder de naam Zion Mule Corps, werd in 1914 en 1915 tijdens de Eerste Wereldoorlog gevormd, toen het Verenigd Koninkrijk zich in oorlog bevond met het Ottomaanse Rijk.

## Inzet tot 1918
In december 1914 namen Ze'ev Jabotinski en Joseph Trumpeldor het initiatief tot de oprichting van een Joodse militaire eenheid, die het Britse leger moest bijstaan bij de strijd om Palestina te bevrijden van de Ottomaanse heerschappij. Tegen het eind van maart 1915 begonnen 500 vrijwilligers, die door de Ottomaanse regering naar Egypte waren gedeporteerd, met een militaire training. In april van dat jaar werden 562 man onder leiding van commandant John Henry Patterson ingezet bij de Slag om Gallipoli, omdat Groot-Brittannië de inzet van Joodse vrijwilligers aan het front in Palestina niet wenselijk vond. Het Zion Mule Corps werd in 1916 weer opgeheven.
Na een intensieve lobby door Jabotinski in Groot-Brittannië werd op 23 augustus 1917 de vorming van een Joods regiment officieel aangekondigd. Jabotinski meldde zich bij deze eenheid aan. De Joodse eenheden werden ingedeeld als bataljons van de Royal Fusiliers. Het 38e en het 39e bataljon bestond vrijwel helemaal uit Joden uit Groot-Brittannië, Rusland, de Verenigde Staten en Canada. Patterson voerde het commando over de eerste eenheid, het 38e bataljon.
In juni 1918 werd het 40e bataljon, dat voor een groot deel uit Joden uit Palestina bestond, onder leiding van de Nieuw-Zeelandse generaal-majoor E.W.C. Chaytor ingezet in het dal van de Jordaan, ongeveer 30 km ten noorden van Jeruzalem. Bij deze gevechten werden meer dan 20 leden van het legioen gedood, verwond of gevangengenomen. Van de rest van het bataljon kwamen later 30 man om het leven omdat zij malaria hadden opgelopen. Het bataljon werd bij het oversteken van de Jordaan aangevoerd door Jabotinski, die hiervoor onderscheiden werd. 
| Bataljon  | Gesneuvelden |
| --------- | ------------ |
| 38e       | 43           |
| 39e       | 23           |
| 40e       | 12           |
| 42nd      | 3            |
| 38th/40th | 9            |

## Na 1918
Bijna alle leden van het Joodse bataljon werden direct na het einde van de Eerste Wereldoorlog in november 1918 ontslagen. Sommigen keerden naar hun geboorteland terug, anderen vestigden zich in het latere Mandaatgebied Palestina, om hun zionistische idealen te verwezenlijken. In 1919 werd het Joodse Legioen teruggebracht tot bataljonssterkte en kreeg de naam First Judeans. Als insigne kreeg de eenheid een zevenarmige kandelaar met aan de voet het Hebreeuwse woord קדימה kadima (voorwaarts).
Veteranen van het Joodse Legioen, onder wie Jabotinski en Joseph Trumpeldor, namen in maart 1920 deel aan de gevechten bij de grens van Libanon tegen rebellerende Arabieren in Palestina, ter bescherming van Joodse mosjava. Joseph Trumpeldor kwam daarbij bij Tel Hai om het leven. In 1949/1950 werd daar door Israël, ter nagedachtenis aan de omgekomenen, Kirjat Sjmona gesticht, op de plek van het verwoeste Palestijnse dorp al-Khalisa. Jabotinski werd in april 1920 gearresteerd vanwege zijn betrokkenheid bij het Nabi Musa oproer in Jeruzalem en veroordeeld tot 15 jaar dwangarbeid.

## Bekende leden van het Joodse Legioen
- David Ben-Goerion, eerste premier van Israël
- Itzhak Ben-Zvi, tweede president van Israël
- Yaakov Dori, eerste opperbevelhebber van het Israëlische leger
- Sir Jacob Epstein, Engels beeldhouwer
- Levi Eshkol, de derde premier van Israël